# Joshua Nisbet
Joshua Nisbet (Penrith, 15 giugno 1999) è un calciatore australiano, centrocampista del Ross County della nazionale australiana.

## Carriera

### Club

#### Inizi e Central Coast Mariners
Dopo aver fatto la trafila delle giovanili dei C.C. Mariners, Nisbet fa il suo esordio con la prima squadra il 1º agosto 2018, in una gara di FFA Cup contro l'Adelaide Utd.
Nella stagione 2022-2023, è uno dei principali protagonisti della vittoria del secondo campionato da parte dei Mariners. Il 3 dicembre 2023, disputa il suo centesimo incontro ufficiale per il club, giocando la partita di campionato contro il Melbourne Victory. Lungo l'annata 2023-2024, contribuisce al treble della squadra di Gosford, vincitrice sia della regular season, sia dei play-off della A-League Men, nonché della Coppa dell'AFC. Nisbet lascia il club al termine della stessa stagione, dopo aver rifiutato un'offerta di rinnovo del proprio contratto; ha collezionato in tutto 145 presenze per i Mariners.

#### Ross County
Il 22 agosto 2024 viene acquistato dal Ross County.

### Nazionale
Nel giugno del 2022, viene convocato con la nazionale australiana under-23 per la Coppa d'Asia di categoria.
Nel marzo 2024, riceve la sua prima convocazione in nazionale maggiore dal CT Graham Arnold, in vista del doppio confronto con il Libano, valido per le qualificazioni ai Mondiali del 2026. Fa il suo esordio con i Socceroos il 26 marzo seguente, nella prima delle due partite, vinta per 5-0.

## Statistiche
Dati aggiornati al 9 luglio 2024.
| Stagione        | Squadra         | Campionato      | Campionato | Campionato | Coppe nazionali | Coppe nazionali | Coppe nazionali | Coppe continentali | Coppe continentali | Coppe continentali | Altre coppe | Altre coppe | Altre coppe | Totale | Totale |
| Stagione        | Squadra         | Comp            | Pres       | Reti       | Comp            | Pres            | Reti            | Comp               | Pres               | Reti               | Comp        | Pres        | Reti        | Pres   | Reti   |
| --------------- | --------------- | --------------- | ---------- | ---------- | --------------- | --------------- | --------------- | ------------------ | ------------------ | ------------------ | ----------- | ----------- | ----------- | ------ | ------ |
| 2018-2019       | C.C. Mariners   | AL              | 4          | 0          | CA              | 1               | 0               | -                  | -                  | -                  | -           | -           | -           | 5      | 0      |
| 2019-2020       | C.C. Mariners   | AL              | 12         | 0          | CA              | 0               | 0               | -                  | -                  | -                  | -           | -           | -           | 12     | 0      |
| 2020-2021       | C.C. Mariners   | AL              | 24+1       | 0          | CA              | 3               | 0               | -                  | -                  | -                  | -           | -           | -           | 28     | 0      |
| 2021-2022       | C.C. Mariners   | AL              | 24+1       | 1          | CA              | 0               | 0               | -                  | -                  | -                  | -           | -           | -           | 25     | 0      |
| 2022-2023       | C.C. Mariners   | AL              | 25+3       | 2          | CA              | 1               | 0               | -                  | -                  | -                  | -           | -           | -           | 29     | 2      |
| 2023-2024       | C.C. Mariners   | AL              | 27+3       | 2+1        | CA              | 0               | 0               | AFC                | 13                 | 1                  | -           | -           | -           | 43     | 4      |
| Totale carriera | Totale carriera | Totale carriera | 124        | 6          |                 | 5               | 0               |                    | 13                 | 1                  |             | -           | -           | 142    | 7      |

### Cronologia presenze e reti in nazionale
| Cronologia completa delle presenze e delle reti in nazionale ― Australia | Cronologia completa delle presenze e delle reti in nazionale ― Australia | Cronologia completa delle presenze e delle reti in nazionale ― Australia | Cronologia completa delle presenze e delle reti in nazionale ― Australia | Cronologia completa delle presenze e delle reti in nazionale ― Australia | Cronologia completa delle presenze e delle reti in nazionale ― Australia | Cronologia completa delle presenze e delle reti in nazionale ― Australia | Cronologia completa delle presenze e delle reti in nazionale ― Australia |
| Data                                                                     | Città                                                                    | In casa                                                                  | Risultato                                                                | Ospiti                                                                   | Competizione                                                             | Reti                                                                     | Note                                                                     |
| ------------------------------------------------------------------------ | ------------------------------------------------------------------------ | ------------------------------------------------------------------------ | ------------------------------------------------------------------------ | ------------------------------------------------------------------------ | ------------------------------------------------------------------------ | ------------------------------------------------------------------------ | ------------------------------------------------------------------------ |
| 26-3-2024                                                                | Canberra                                                                 | Libano                                                                   | 0 – 5                                                                    | Australia                                                                | Qual. Mondiali 2026                                                      | -                                                                        | 67’                                                                      |
| 6-6-2024                                                                 | Dacca                                                                    | Bangladesh                                                               | 0 – 2                                                                    | Australia                                                                | Qual. Mondiali 2026                                                      | -                                                                        | 50’                                                                      |
| 10-9-2024                                                                | Giacarta                                                                 | Indonesia                                                                | 0 – 0                                                                    | Australia                                                                | Qual. Mondiali 2026                                                      | -                                                                        | 66’                                                                      |
| Totale                                                                   |                                                                          | Presenze                                                                 | 3                                                                        |                                                                          | Reti                                                                     | 0                                                                        |                                                                          |

## Palmares

### Club

#### Competizioni nazionali
- Campionato australiano: 2

Central Coast Mariners: 2022-2023, 2023-2024
- Premier's Plate: 1

Central Coast Mariners: 2023-2024

#### Competizioni internazionali
- Coppa dell'AFC: 1

Central Coast Mariners: 2023-2024